# Chaos;Child
Chaos;Child (カオスチャイルド Kaosu Chairudo?,  stiliserat "ChäoS;Child") är en visuell roman i genren hård science fiction, som utvecklades av 5pb. och Nitroplus, och släpptes av 5pb. till Xbox One den 18 december 2014. Den planeras också att släppas till Playstation 3, Playstation 4 och Playstation Vita den 25 juni 2015.
[uppföljning saknas]
Spelet är den åttonde delen i hela Science Adventure-serien, och den fjärde i huvudserien.

## Spelupplägg
Liksom föregående Science Adventure-spel är Chaos;Childs gameplay till största delen typisk för visuell roman-genren, med undantag för Trigger-systemet, genom vilket spelaren kan påverka hur handlingen förflyter.

## Handling
Spelets handling är kopplad till det första Science Adventure-spelet, Chaos;Head, och knyter ihop vissa lösa trådar från slutet av det, såsom Noah-systemet. Chaos;Child utspelar sig år 2015 i Shibuya. En viktig del i handlingen är "Power Seals", en typ av mystiska förseglingar som har börjat dyka upp där.

## Utveckling
Spelet tillkännagavs för första gången den 23 november under ett 5pb.-event i Tokyo Dome City Hall. I maj 2014 tillkännagavs det att spelet skulle släppas till Xbox One. I mars 2015, efter att Xbox One-versionen hade sålt under förväntan, tillkännagavs det att spelet skulle porteras till Playstation 3, Playstation 4 och Playstation Vita, och att det skulle ges ut till de här plattformarna den 25 juni 2015. En Microsoft Windows-version tillkännagavs i december 2015.

## Annan media
Det planeras en anime baserad på spelet; det är ännu inte känt vilken studio den ska produceras på eller när den kommer att ha premiär.
[uppföljning saknas]

## Mottagande

### Försäljning
Xbox One-versionen av spelet såldes enbart i 1.415 exemplar under sin debutvecka, vilket innebar ett kommersiellt misslyckande. Detta var den första gången ett spel i serien under sin första vecka inte har varit med i Media Creates veckovisa lista över 50 bästsäljande datorspel i Japan.